# Zamach w Oslo (2022)
Zamach w Oslo – zamach terrorystyczny w postaci strzelaniny, który wydarzył się 25 czerwca 2022 roku w klubie nocnym dla społeczności LGBT w Oslo, stolicy Norwegii. Uzbrojony napastnik otworzył ogień w stronę osób bawiących się w klubie, później zamierzając uciec i zaatakować ponownie na mającej się odbyć później w tym dniu paradzie osób LGBT, ale został zatrzymany. W zdarzeniu zginęły 2 osoby, a ponad 20 następnych zostało rannych; miejscowe służby uznały czyn za akt terroryzmu islamskiego.

## Przebieg
Atak rozpoczął się około 1:14 w nocy w popularnym wśród społeczności LGBT klubie nocnym London Pub w centrum Oslo. Zginęły 2 osoby, a 22 zostały ranne, kiedy napastnik wyjął pistolet z torby i zaczął strzelać w tłum. Napastnik usiłował następnie uciec z miejsca zdarzenia, ale został zatrzymany przez służby po 5 minutach od ataku.

## Sprawca i motywy
Napastnikiem był 42-letni Zaniar Matapour, który posiadał irańsko-norweskie pochodzenie i był zradykalizowanym islamistą.
Sprawca już długo przed zamachem popełniał wiele przestępstw, m.in. groził innym osobom nożem i handlował narkotykami. Zdiagnozowano u niego także zaburzenia psychiczne, w tym schizofrenię paranoidalną.

## Reakcje
W związku z tym zdarzeniem odwołano zaplanowaną na ten dzień paradę równości, która miała odbyć się w Oslo; organizatorzy odwołali imprezę, ale członkowie społeczności wbrew zakazowi zgromadzili się na spontanicznie zorganizowanym pochodzie.
Po ataku miejscowy szpital uniwersytecki przyjął około 10 osób z poważnymi obrażeniami ciała. Inne osoby ranne w zdarzeniu doznały mniejszych obrażeń. W kraju podniesiono także stopień zagrożenia terrorystycznego do najwyższego.
Norweski premier Jonas Gahr Støre nazwał strzelaninę „okrutnym i głęboko szokującym atakiem na niewinnych ludzi” i wyraził solidarność ze społecznością LGBT.